# Wolfgang Spellbrink
Wolfgang Spellbrink (* 28. April 1956 in Stadtsteinach) ist ein deutscher Jurist. Er war vom 1. März 1998 bis 31. August 2021 Richter am Bundessozialgericht, seit dem 16. August 2016 Vorsitzender des 2. Senats.

## Leben
Wolfgang Spellbrink studierte in Berlin und Lausanne Rechtswissenschaft und Psychologie. Er war dann zunächst am dortigen Max-Planck-Institut für Bildungsforschung tätig. Seine Diplomarbeit bei Wolfgang Edelstein handelte von der Entwicklung von Ich-Ressourcen.
Das erste juristische Staatsexamen bestand er im Jahr 1987. Ein Referendarzeit im Bezirk des Oberlandesgerichts Celle schloss sich an. Danach trat Spellbrink 1990 als Richter in die niedersächsische Sozialgerichtsbarkeit ein. In diese Zeit fiel auch seine Promotion zur Wirtschaftlichkeitsprüfung im Kassenarztrecht bei Gunther Schwerdtfeger. Von 1994 bis 1998 war er Richter am Landessozialgericht in Celle. 
Die Berufung zum Richter am Bundessozialgericht erfolgte zum 1. März 1998, wo er dem 7. Senat (Arbeitsförderung) zugewiesen war. Seit 2005 gehörte Spellbrink dem 7a./7b. Senat an, der für Fälle aus dem Rechtsgebiet der Grundsicherung für Arbeitsuchende nach dem Zweiten Buch Sozialgesetzbuch („Hartz IV“) zuständig war. Von Juli 2007 bis Ende 2010 war er stellvertretender Vorsitzender des 14. Senats und dort ebenfalls mit Streitigkeiten aus dem Recht der Grundsicherung für Arbeitsuchende befasst. Im Anschluss war er als stellvertretender Vorsitzender in den für die Gesetzliche Unfallversicherung zuständigen zweiten Senat gewechselt.  Am 16. August 2016 ist Wolfgang Spellbrink zum Vorsitzenden Richter des zweiten Senats ernannt worden. Dem Präsidium des Gerichts gehörte er von 2003 bis 2014 an, dem Präsidialrat von Juli 2006 bis Juni 2010. Am 31. August 2021 trat Spellbrink in den Ruhestand.
Neben seiner Tätigkeit als Bundesrichter hat Wolfgang Spellbrink den kooperativen Masterstudiengang „Sozialrecht und Sozialwirtschaft“ an der Universität Kassel mit aufgebaut, deren Lehrbeauftragter er seit 2005 ist. Die Ernennung zum Honorarprofessor erfolgte 2010.
Spellbrink ist Mitherausgeber der Neuen Zeitschrift für Sozialrecht und der Zeitschrift Sozialrecht aktuell. 

## Positionen
Spellbrink hat sich in zahlreichen Veröffentlichungen mit den Grundrechten im Sozialrecht und mit der Grundsicherung für Arbeitsuchende sowie mit dem Arbeitsförderungsrecht beschäftigt. Mit Blick auf die im Rahmen der Hartz-Gesetzgebung vollzogene Reform der Arbeitslosenversicherung zählte Spellbrink zu den Juristen, die bereits im Vorfeld verfassungsrechtliche Bedenken erhoben hatten. Angesichts der damaligen Leistungskürzungen im Bereich des SGB III zog er die untere Grenze bei dem, was der Beitragszahler ohnehin in Selbsthilfe erreichen könne. Eine Pflichtversicherung dürfe nicht weniger leisten oder eine Eigenvorsorge zunichtemachen, sonst verstoße sie gegen das Grundrecht der allgemeinen Handlungsfreiheit gemäß Art. 2 Abs. 1 des Grundgesetzes.

## Schriften (Auswahl)
- Wolfgang Spellbrink: Wirtschaftlichkeitsprüfung im Kassenarztrecht nach dem Gesundheitsstrukturgesetz. Luchterhand Verlag. Zugl.: Hannover, Univ., Diss., 1993. Neuwied, Kriftel, Berlin. 1994. ISBN 3-472-01647-7
- Wolfgang Spellbrink, zusammen mit Wolfgang Eicher als Herausgeber (bis zur 2. Auflage): SGB II – Grundsicherung für Arbeitsuchende. Kommentar. C. H. Beck. München. 2. Auflage. 2008. ISBN 978-3-406-55833-7
- Wolfgang Spellbrink: Unfallversicherungsschutz bei Tätigkeiten im Home Office und bei Rufbereitschaft. In: Neue Zeitschrift für Sozialrecht (NZS). 2016, ISSN 0941-7915, S. 527–531.
- Wolfgang Spellbrink: Gibt es eine neue BSG-Rechtsprechung zur Kausalitätsprüfung in der Gesetzlichen Unfallversicherung? In: Die Sozialgerichtsbarkeit (SGb). 2017, ISSN 0490-1657, S. 1–5.